# Albatros fuligineux
Phoebetria palpebrata
Espèce
Statut de conservation UICN

 NT  : Quasi menacé
L'Albatros fuligineux (Phoebetria palpebrata) ou Albatros fuligineux à dos clair, est une espèce d'oiseau marin appartenant à la famille des Diomedeidae, répandu à travers les îles subantarctiques.

## Répartition et habitat
Ces oiseaux se rencontrent en Géorgie du Sud, aux îles du Prince-Édouard, Crozet, Kerguelen, Heard-et-MacDonald, Macquarie, îles sub-antarctiques de Nouvelle-Zélande. Près d'un tiers nichent en Géorgie du Sud.
Il s'agit de l'albatros le plus souvent observé près du front de la banquise.

## Description

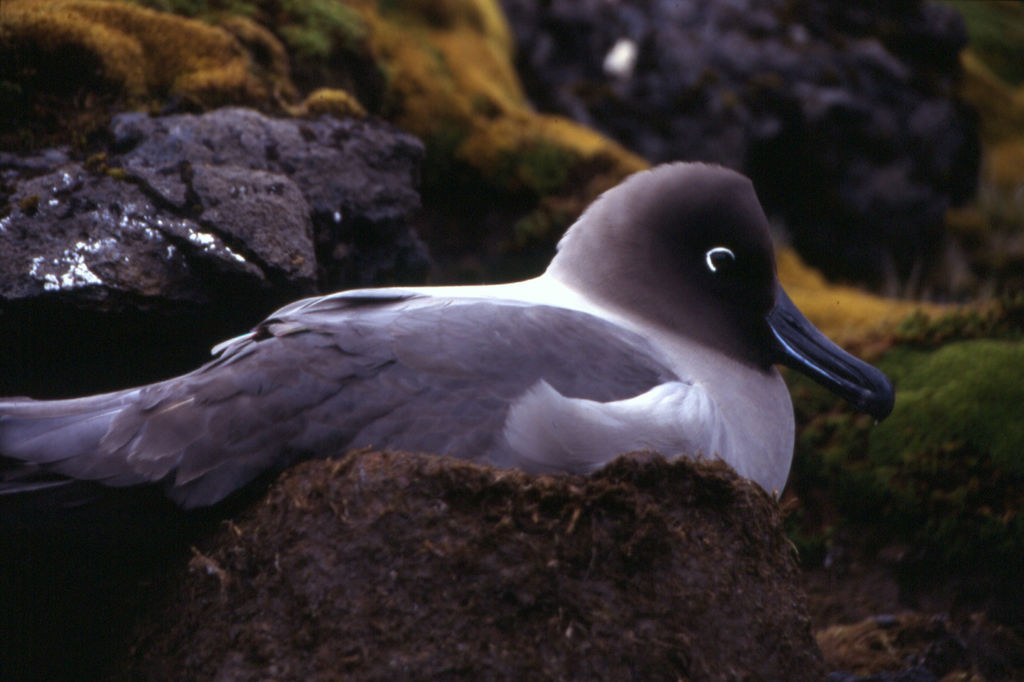
Albatros fuligineux sur les îles Kerguelen

L'albatros fuligineux pèse de 2,5 à 3,7 kg (maximum de 4 kg) pour une envergure de 1,8 à 2,2 m. Ses ailes sont effilées et sa longue queue est pointue à son extrémité. Son corps est gris cendré à noir au niveau de la tête et du tour des yeux, ce qui lui a donné le qualificatif de « fuligineux » (couleur de la suie). Les parties supérieures brun grisâtre présentent une zone plus claire sur le dos. Le bec noir est bordé d'une ligne bleue sur la mandibule inférieure. Les cercles orbitaux sont blancs et interrompus en avant des yeux.

## Comportement

### Reproduction
Cet oiseau peut vivre quarante ans.

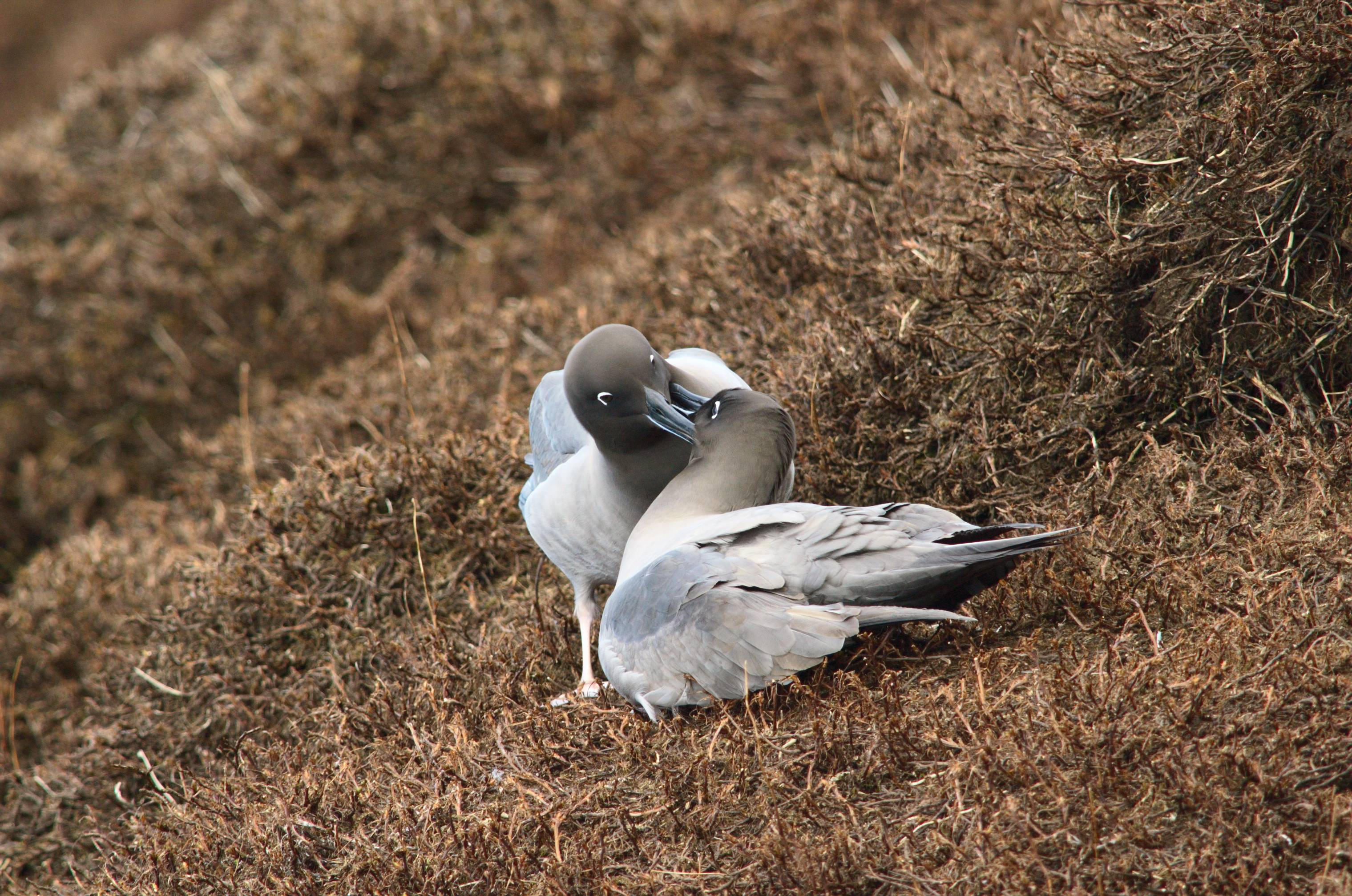
Couple d'albatros fuligineux à dos clair à Kerguelen.
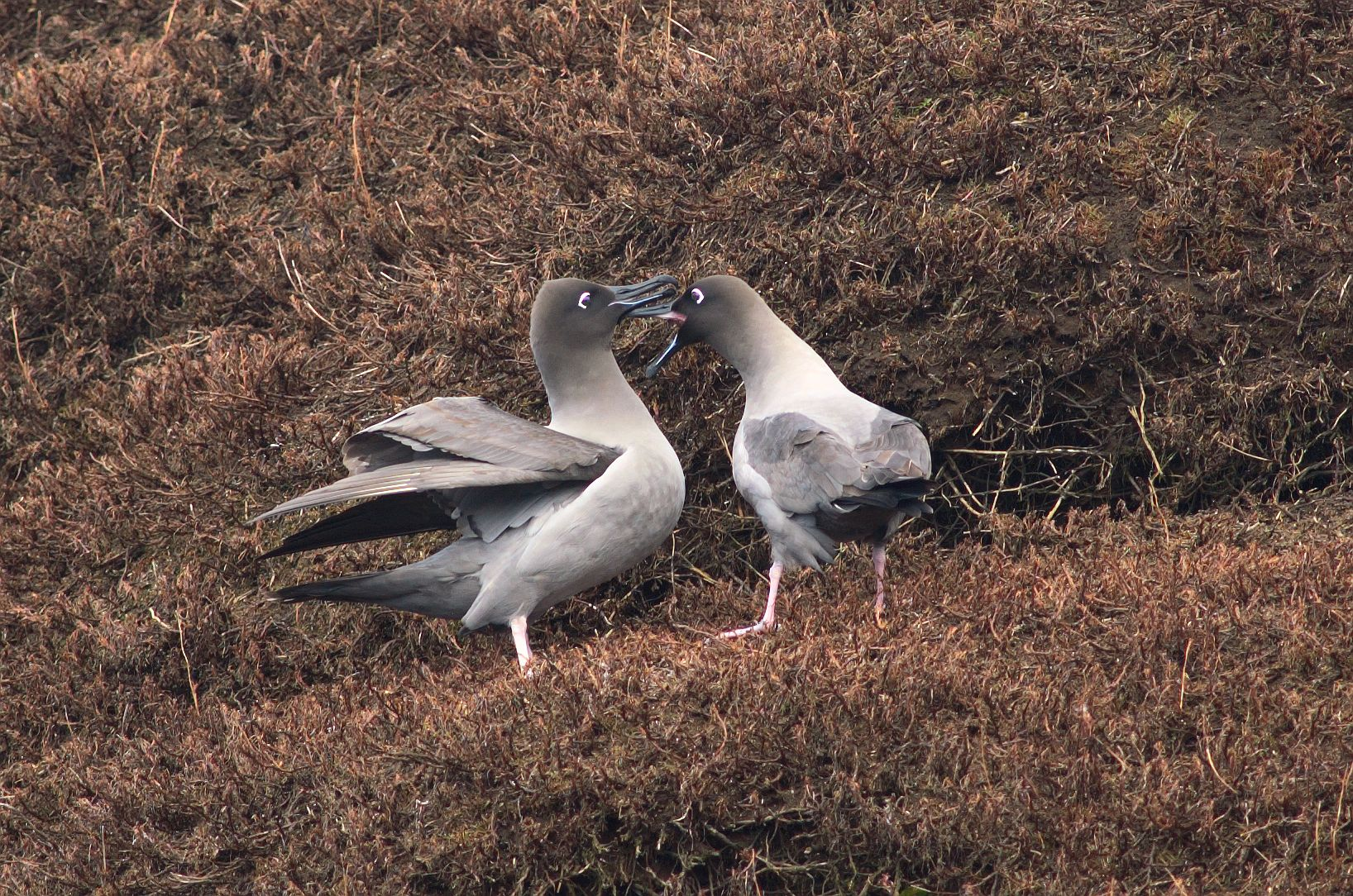
Couple d'albatros fuligineux à dos clair à Kerguelen.
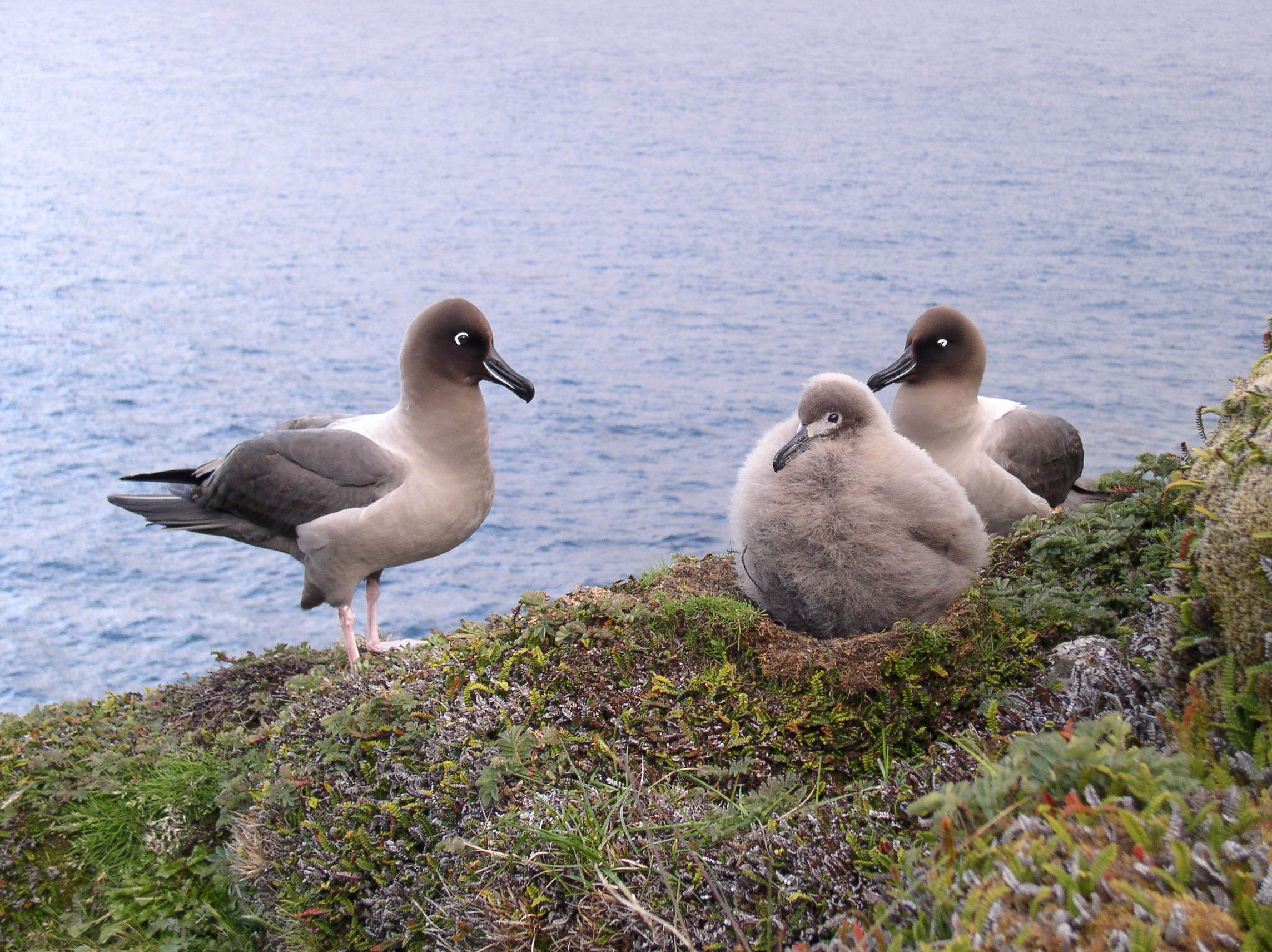
Couple d'albatros fuligineux à dos clair et son poussin sur nid à Crozet.

### Vol

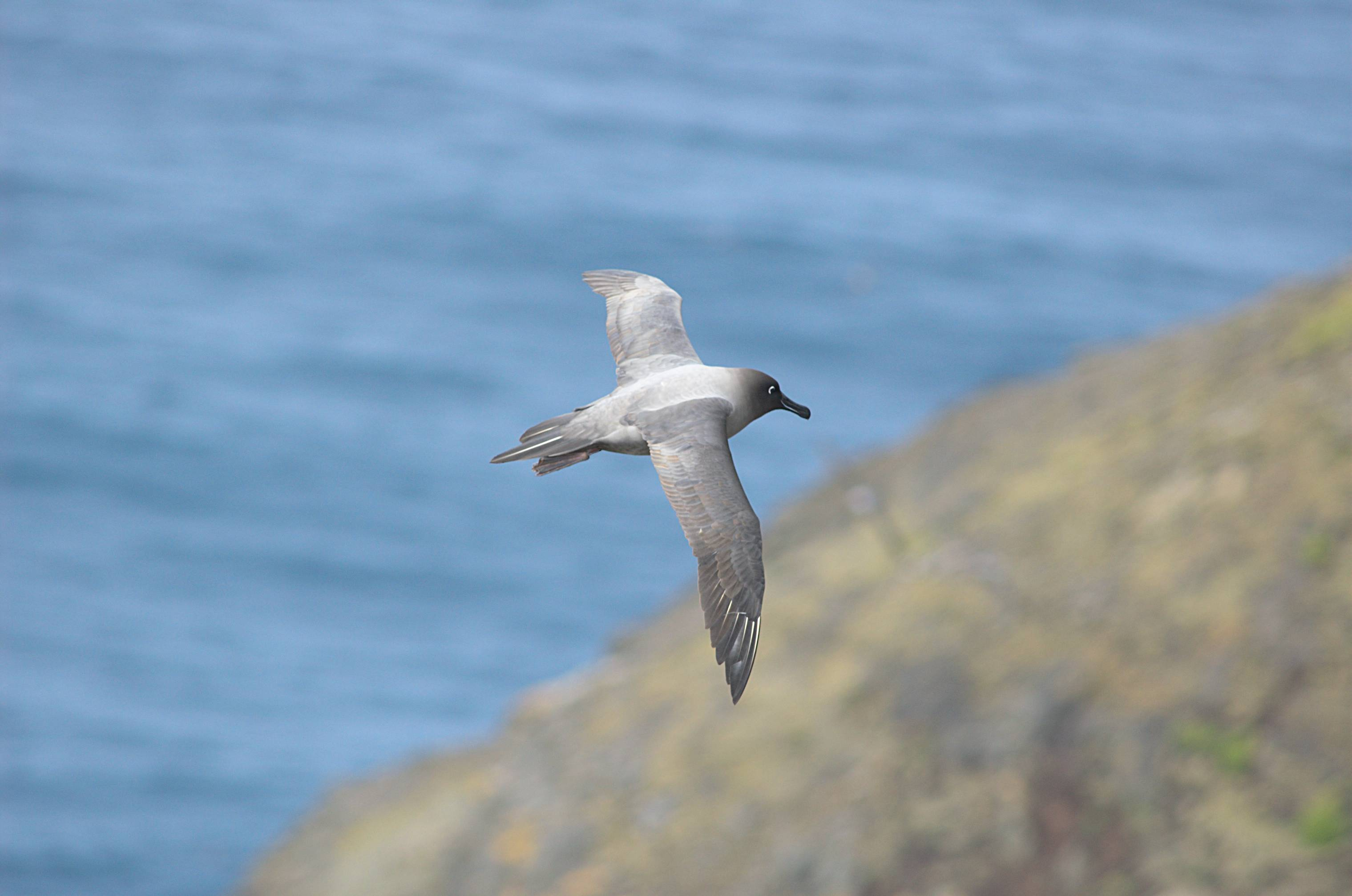
Albatros fuligineux à dos clair en vol à Kerguelen.
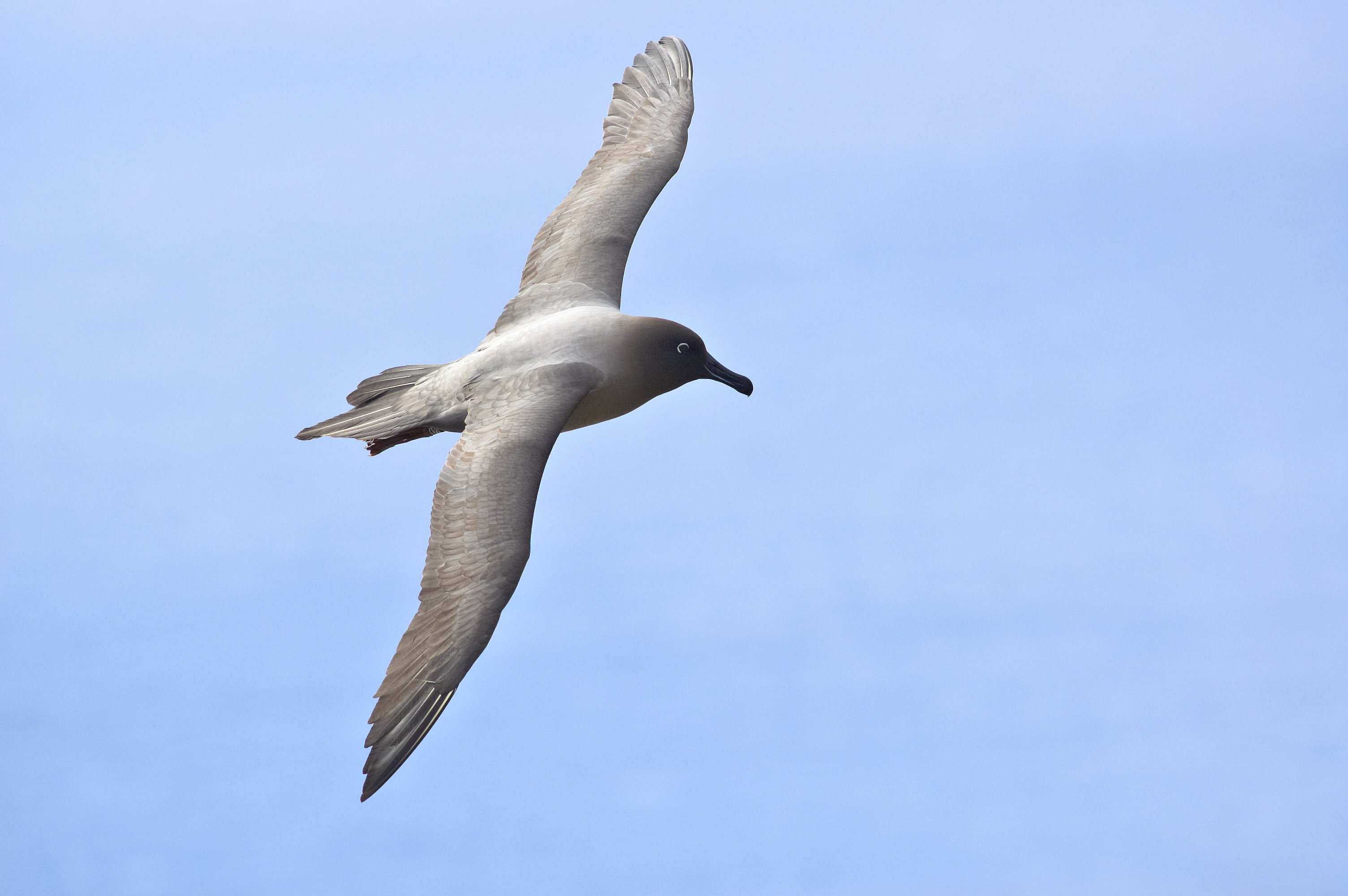
Albatros fuligineux à dos clair en vol à Kerguelen.